# Jiří Jaroš (generál)
Jiří Jan Jaroš (16. ledna 1896 Velké Meziříčí – 6. dubna 1943 Stuttgart) byl československý legionář, důstojník a odbojář z období druhé světové války popravený nacisty.

## Život

### Před první světovou válkou
Jiří Jaroš se narodil 16. ledna 1896 ve Velkém Meziříčí v rodině stolařského mistra Karla Jaroše a Julie rozené Němcové. Ve Velkém Meziříčí vychodil mezi lety 1907 a 1911 čtyřtřídní reálnou školu a dále studoval na České státní průmyslové škole v Brně, kde v roce 1915 maturoval. Byl členem Sokola.

### První světová a ruská občanská válka
Necelý měsíc po maturitě byl Jiří Jaroš povolán do. c. a k. pěšího pluku v Jihlavě, kde absolvoval pěchotní výcvik a školu pro důstojníky pěchoty v záloze. V lednu 1916 byl odvelen na ruskou frontu, kde 14. června téhož roku lehce raněn padl u Strypy v hodnosti kadeta do zajetí. O měsíc později se přihlásil do srbské dobrovolnické divize, kde získal funkci velitele čety a zúčastnil se bojů v Dobrudži. Podal si žádost o přeložení do Československých legií, kam přešel v březnu 1917 a byl zařazen do zálohy československých důstojníků v Bělgorodu. Mezi květnem a červnem 1917 prováděl nábory dobrovolníků, poté byl zařazen 7. československému střeleckému pluku, kde se postupně vypracoval z velitele čety na velitele roty. Zúčastnil se ústupových bojů na Ukrajině a sibiřské anabáze. Od června 1919 působil na postu náčelníka výzvědného oddělení na štábu 2. československé střelecké divize v Tomsku, od října pak náčelníka operačního oddělení. Do Československa se vrátil v červnu 1920 v hodnosti majora.

### Mezi světovými válkami
Jiří Jaroš zůstal v armádní službě a působil na velitelstvích v Brně a Olomouci. Mezi lety 1922 a 1923 studoval na Vysoké škole válečné v Praze. Následně působil na velitelských funkcích v Brně, Užhorodu, Českém Těšíně, od roku 1932 v Praze. Mezitím si zvyšoval kvalifikaci a armádní vzdělání. Mezi lety 1933 a 1936 byl velitelem hraničářského praporu v Šahách a poté pěšího pluku ve Znojmě a to až do jeho zrušení v červenci 1939. Po odstoupení Sudet pluk sídlil v Moravských Budějovicích. Dosáhl hodnosti plukovníka.

### Druhá světová válka
Po německé okupaci a zrušení Československé armády pracoval Jiří Jaroš od srpna 1939 na zemské pobočce Nejvyššího úřadu cenového v Brně. Bezprostředně po okupaci vstoupil do protinacistického odboje a společně s pplk. Josefem Kynclem a JUDr. Františkem Novákem pracoval na vybudování ilegální organizace. V dubnu 1939 se zapojil do Obrany národa a stal se krajským velitelem Velké Meziříčí (někdy uváděno jako Třebíč). Za svou činnost byl 1. prosince téhož roku zatčen gestapem, vězněn na Špilberku, Sušilových a Kounicových kolejích, Breslau. Zde dne 1. září 1942 svědčil u soudu se jeho kolegy a přáteli, kde vzal velký podíl viny na sebe, čímž některým souzeným zachránil život. On sám byl souzen 14. prosince 1942 ve Stuttgartu a i zde bral maximum viny na sebe, díky čemuž čtveřice s ním souzených osob unikla trestu smrti. Jiří Jaroš byl odsouzen k trestu smrti a dne 6. dubna 1943 popraven gilotinou ve věznici ve Stuttgartu.

## Rodina
Jiří Jaroš se oženil s Helenou Jarošovou. Manželům se narodily dcery Jiřina a Helena. Jiří Jaroš byl zatčen gestapem v přítomnosti manželky, které se podařilo varovat před zatčením generála Františka Slunečka, který se tak mohl přesunout do Prahy a pokračovat v odboji.

## Publikační činnost
Jiří Jaroš vydal knihu vzpomínek na první světovou válku Povídky emisarovy. Byl redaktorem Vojenské výchovy, Legionářského sjednocení, spoluredaktorem Vojenského světa, přispíval do Lidových novin a Důstojnických listů.

## Ocenění

### Vyznamenání
- Československý válečný kříž 1914–1918
- Řád sokola s meči
- Československá revoluční medaile
- Československá medaile Vítězství
- Řád svaté Anny III. stupně s meči

### Posmrtná ocenění

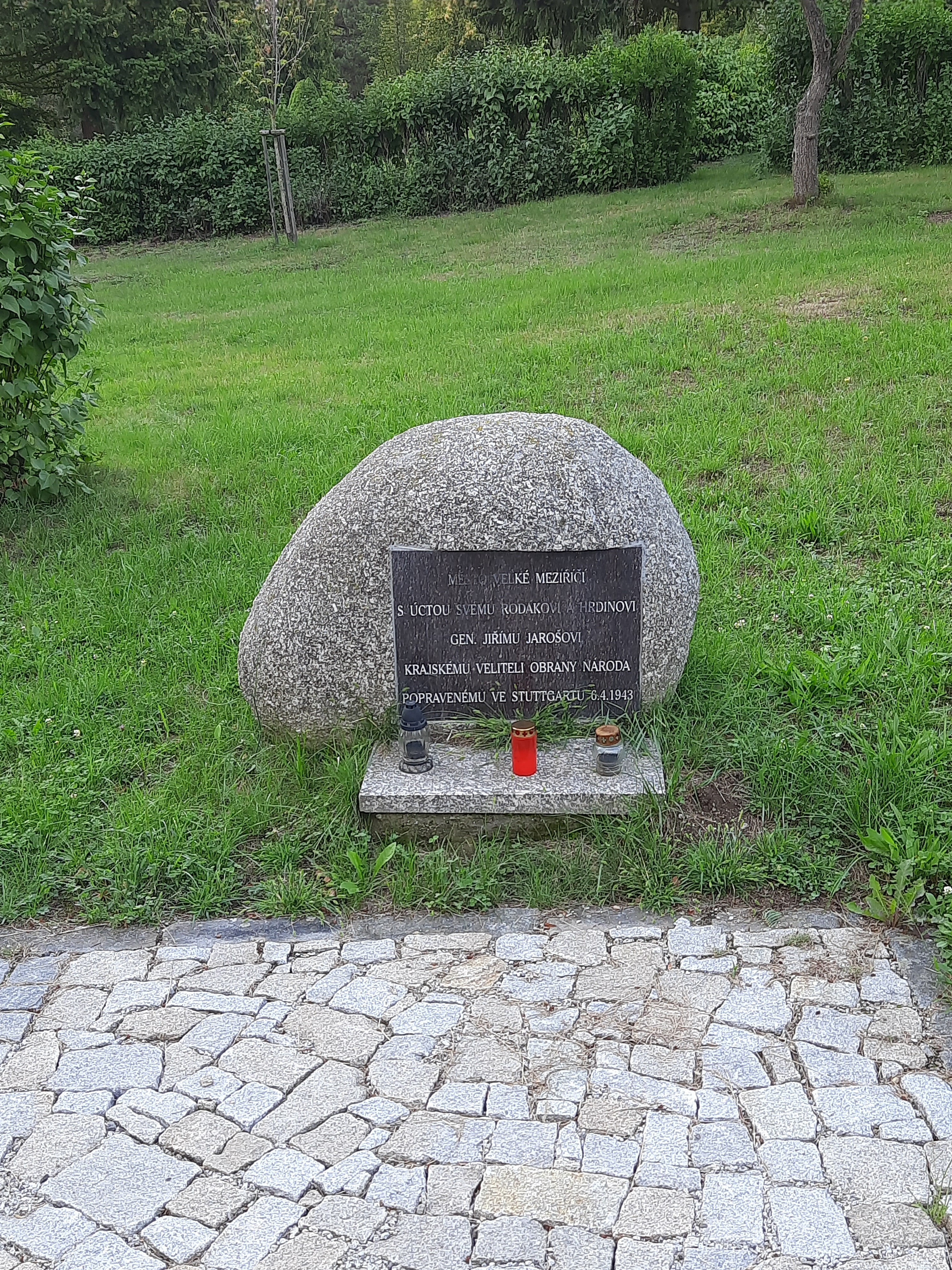
Pamětní kámen generála Jiřího Jaroše na novém hřbitově ve Velkém Meziříčí

- Jiří Jaroš byl v roce 1946 in memoriam povýšen do hodnosti brigádního generála
- Jiřímu Jarošovi byl in memoriam udělen Československý válečný kříž 1939
- Jiří Jaroš byl jmenován čestným občanem města Znojma
- V roce 2013 byl na novém hřbitově ve Velkém Meziříčí na počest Jiřího Jaroše odhalen pamětní kámen[4]